# Itzá

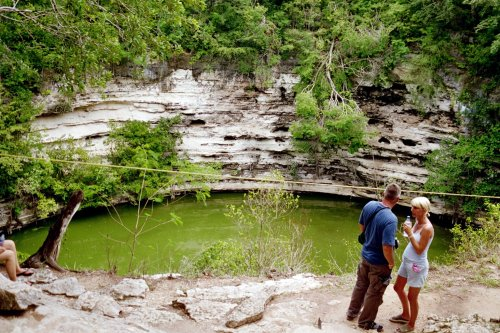
Den heliga cenoten som namngav Chichén Itzá.

Itzá är en guatemalansk folkgrupp med Mayaanknytning. De bor i departementet Petén huvudsakligen i och runt kring staden Flores vid Petén Itzá-sjön. Det mayanska ordet itza betyder 'förtrollat vatten' och kan vara hämtat från sjöns namn.
Enligt folkräkningen 2002 fanns det 1 983 etniska itzáer, som uppvisar några aspekter av sin inhemska kultur. 
Itzá-språket är dock nu nästan utdött. Data från Summer Institute of Linguistics (SIL) anger att det år 1986 endast fanns tolv itzá-talare kvar som talade flytande och 60 icke-flytande talare år 1991. Folkräkningen år 2002 uppger dock att det fortfarande finns 1 094 som talar språket flytande.

## Ursprung
Itzáerna härrör från den yucatec-mayansk Ah Itzá-populationen. Historiskt var de ett framstående mesoamerikanskt folk, som dominerade Yucatánhalvön under den postklassiska perioden. Itzá kan ha kommit från staden Motul de San José under den klassiska perioden nära Petén Itzá-sjön i Guatemala och utvandrat till Yucatán under mayakollapsen vid slutet av den klassiska perioden. Från sin huvudstad vid Chichén Itzá i Mexiko etablerade de ett handelsimperium, som nådde så långt söderut som Naco i Honduras. Chichén Itzá betyder 'vid mynningen av Itzás källa' på Itzá-språket.